# Elettra Stimilli
Elettra Stimilli es una filósofa, académica y escritora italiana. Es profesora de Filosofía Teórica en el Departamento de Filosofía de la Universidad La Sapienza de Roma.
Stimilli es conocida por su extenso trabajo sobre la conexión entre la filosofía, la política, la economía y la religión, con énfasis en el pensamiento contemporáneo.

## Educación
Stimilli realizó sus estudios de maestría en filosofía en la Universidad de Macerata bajo la dirección de Giorgio Agamben.
Posteriormente, en 1999, obtuvo su doctorado en Ética y Filosofía Político-Jurídica, en Universidad de Salerno con la tesis titulada Sovranità e tempo messianico. La teologia politica in Jacob Taubes, bajo la dirección de Roberto Esposito.

## Pensamiento
El trabajo de Stimilli explora principalmente las conexiones entre la religión, la filosofía y la política, con un enfoque particular en la relación entre el pensamiento italiano contemporáneo y los últimos desarrollos de la filosofía francesa y la filosofía alemana. Su monografía sobre Jacob Taubes analizó su vida, relaciones clave y contribuciones al pensamiento teológico y político, centrándose especialmente en el mesianismo, la secularización y la escatología occidental en el contexto de las experiencias culturales del siglo XX.
La investigación de Stimilli también ha explorado la intersección entre economía y religión, analizando particularmente la deuda desde una perspectiva filosófica. Su libro Débito del viviente: ascesis y capitalismo examina cómo el concepto de deuda, reinterpretado como una forma de disciplina autoimpuesta y culpa perpetua, sostiene las economías capitalistas y motiva los comportamientos de consumo contemporáneos. En Deuda y culpa, explora los fundamentos psicológicos y filosóficos de las políticas de austeridad, argumentando que estas se arraigan en nociones de culpa y castigo, examinando su impacto en la política, la economía y la vida interior contemporáneas.
En su libro Filosofía de los medios: hacia una nueva política de los cuerpos plantea una reflexión filosófica sobre los cuerpos como medios políticos, explicitando el punto de vista feminista de su investigación.
Además, ha impartido conferencias como profesora invitada en diversas instituciones alrededor del mundo, incluidas la Universidad de Warwick, la Universidad de Lancaster, la Universidad de Oxford y la Universidad de Chicago.

## Distinciones
2021 – Premio al Mejor Artículo en Estudios Italianos, otorgado por The Society for Italian Studies del Reino Unido.

### Libros
- Jacob Taubes: Soberanía y tiempo mesiánico.[3] ISBN 9788409263097. Libros del Tábano, 2017. Traducción de Martino Sacchi.

- La deuda del viviente: ascesis y capitalismo.[8] ISBN 9788418935244. Editorial Pre-Textos, 2022. Traducción de José Miguel Burgos Maza.

- Deuda y culpa.[9] ISBN 9788425445965. Herder Editorial, 2020. Traducción de Antoni Martínez Riu.

- Filosofía de los medios: hacia una nueva política de los cuerpos.[10] ISBN 9788410810020. Tirant lo Blanch, 2025. Traducción de Sebastián Rodríguez Cárdenas.

### Artículos
- Stimilli, E. (2019). Religion and the spontaneous order of the market: law, freedom, and power over lives. European Journal of Social Theory, 22(3), 399-415.
- Stimilli, E. (2020). Debt economy and faith. Philosophy in Contemporary Age. DIACRITICS, 2(47).
- Stimilli, E. (2022). Jacob Taubès: Messianism and political theology after the Shoah. In Depeche Mode. Jacob Taubès between Politics, Philosophy, and Religion (pp. 68-81). Brill.
- Stimilli, E. (2023). Pastoral Power and Revolution: Beyond Secularization and Political Theology. Theory, Culture & Society, 02632764231203572.